# خالد بن سلمان آل سعود
خالد بن سلمان بن عبدالعزیز آل سعود (زادهٔ ۱۹۸۸) وزیر دفاع عربستان سعودی، از پسران ملک سلمان و برادر کوچکتر محمد بن سلمان ولیعهد این کشور است. خالد پیش‌تر قائم‌مقام وزیر دفاع عربستان سعودی بود. وی همچنین با حکم سلطنتی در آوریل ۲۰۱۷ به عنوان سفیر عربستان سعودی در آمریکا تعیین شد.
او در ژوئیه ۲۰۱۷ استوارنامهٔ خود را در کاخ سفید به دونالد ترامپ رئیس‌جمهور آمریکا تقدیم کرد.
خالد یک خلبان سابق F-15 است که از پایگاه نیروی هوایی کلمبوس در می‌سی‌سی‌پی فارغ‌التحصیل شد. او قبلاً در سال ۲۰۱۴ در ائتلاف بین‌المللی برای مبارزه با گروه داعش به عنوان یک خلبان نیروی هوایی شرکت کرد.

## تحصیلات
خالد لیسانس علوم هوایی را از آکادمی هوایی پادشاه فیصل دریافت کرد. او در دانشگاه هاروارد تحصیلات خود را در ایالات متحده ادامه داد و گواهینامه برای مدیران ارشد امنیت ملی و بین‌المللی را کسب کرد. او همچنین دوره الکترونیک پیشرفته را در پاریس خواند. او دوره فوق لیسانس را در دانشگاه جورج تاون آغاز کرد و به دنبال کارشناسی ارشد هنر در مطالعات امنیتی بود اما مطالعاتش قبل از منصوب شدن به سمت سفیر عربستان در آمریکا متوقف شد.

## حرفه نظامی
خالد بن سلمان پس از فارغ‌التحصیلی از آکادمی هوایی پادشاه فیصل به نیروی هوایی سلطنتی عربستان سعودی پیوسته است، او کار خود را به عنوان یک خلبان در Texan-6 و T-38 در پایگاه نیروی هوایی کلمبوس در میسی سیپی آغاز کرد. او بعداً برنامه پرواز F15-S را به عنوان یک خلبان آغاز کرد و او به عنوان یک افسر اطلاعات تاکتیکی علاوه بر پرواز F-15S در اسکادران ۹۲ برای سومین پرواز در پایگاه هوایی پادشاه عبدالعزیز در دهران عربستان تعیین شده بود. او به عنوان یک خلبان جنگنده با تقریباً ۱۰۰۰ ساعت پرواز آموزشی است. خالد مأموریت‌هایی را علیه ISIS به عنوان بخشی از ائتلاف بین‌المللی انجام داده است. او همچنین به عنوان بخشی از عملیات توفان قاطعیت و عملیات تجدید امید، در یمن به عنوان مأموریت پرواز داشته است.
خالد در نقاط مختلفی در ایالات متحده آموزش پرواز را دیده است از جمله در پایگاه نیروی هوایی نلیس در نوادا

## مدال‌ها
او مدال‌های زیادی دریافت کرده است از جمله اعطای مدال عملیات سپر جنوب؛ مدال میدان جنگ؛ مدال کار؛ و مدال شمشیربازی عبدالله.

## مناصب
خالد پس از اتمام خدمت نظامی به عنوان مشاور ارشد وزارت دفاع عربستان سعودی منصوب شد. در اواخر سال ۲۰۱۶، او به ایالات متحده منتقل شد و به عنوان مشاور سفیر پادشاهی عربستان سعودی در ایالات متحده آمریکا خدمت کرد.
در آوریل ۲۰۱۷ وی با حکم ملک سلمان، پادشاه عربستان سعودی به عنوان سفیر عربستان سعودی در آمریکا تعیین شد و در ژوئیه ۲۰۱۷ استوارنامهٔ خود را در کاخ سفید به دونالد ترامپ رئیس‌جمهور آمریکا تقدیم کرد.
وی جانشین شاهزاده عبدالله بن فیصل بن ترکی شد که حدود یک سال سفیر عربستان سعودی در آمریکا بوده است.
خالد دهمین سفیر عربستان در ایالات متحده از سال ۱۹۴۵ به بعد می‌باشد.

## موضع‌گیری‌ها
خالد بن سلمان در اوایل اوت ۲۰۱۷ در مصاحبه با واشینگتن پست در مورد بهبود روابط با آمریکا، و موضع کشورش دربارهٔ کشوهای ایران، عراق و سوریه گفت:
- بهبود روابط عظیمی در روابط عربستان - ایالات متحده تحت این دولت وجود داشته است. بنظر من پرزیدنت ترامپ مصمم است تا با متحدانش در منطقه برای مقابله با توسعه طلبی و تروریسم ایرانیان همکاری کند.
- بشار اسد بیش از ۵۰۰ هزار نفر را کشته است. ما با ایالات متحده برای پایان دادن به مشکل سوریه کار می‌کنیم.
- موفقیت در موصل نشان‌دهنده‌ی عزم دولت ایالات متحده و هم‌چنین ارتش عراق است. سنی‌ها و شیعیان باید در عراق متحد و دخیل باشند؛ فرقه‌گرایی همیشه راه به تروریسم می‌برد. ایران خواهان این است که عراق از ایران اطاعت نماید. ما از استقلال عراق حمایت می‌کنیم.[۶]